# Duomo di Gurk

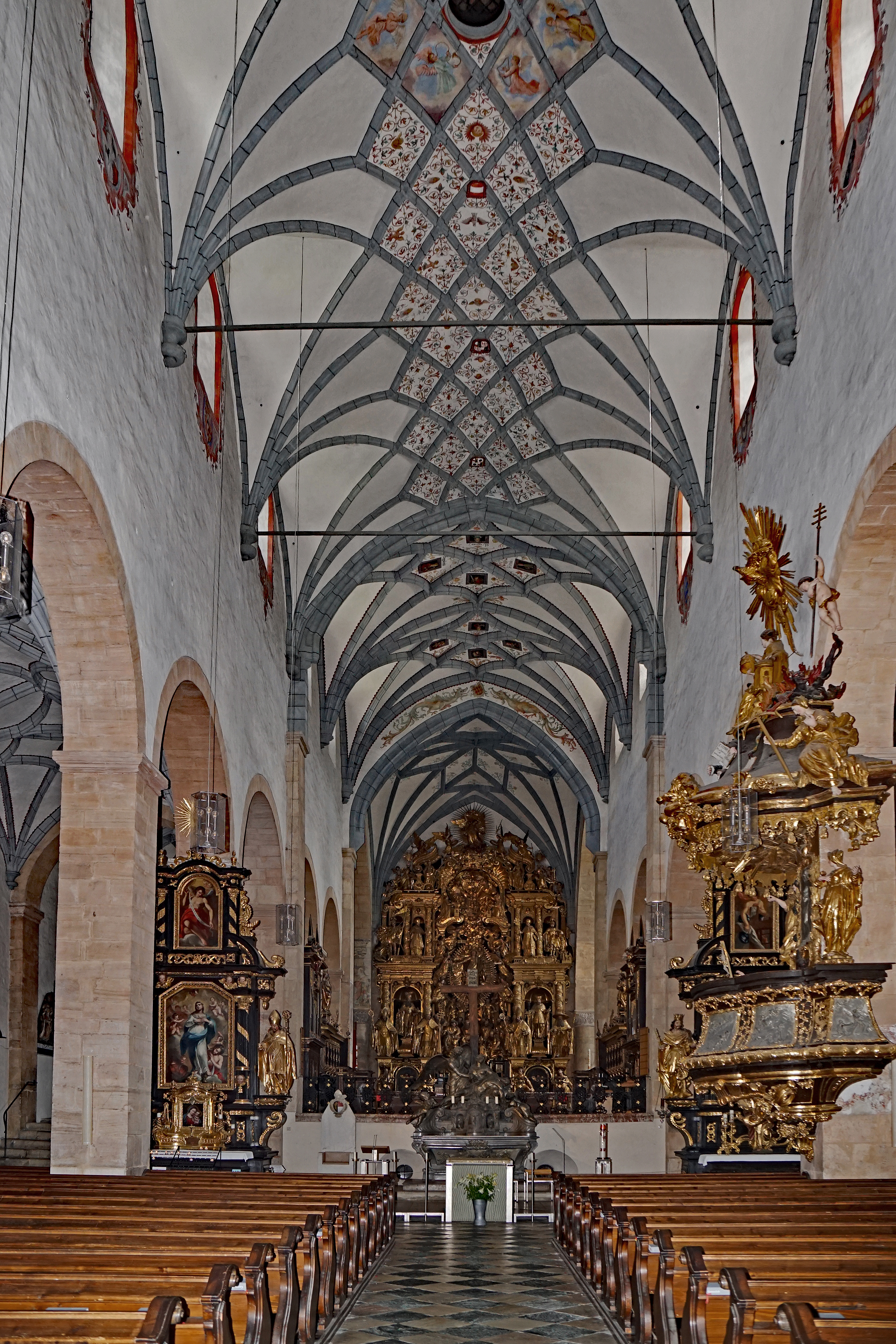
L'interno

Il duomo di Gurk, dedicato a Sant'Emma, è la principale chiesa della città omonima e concattedrale della diocesi di Gurk.

## Architettura
Il duomo di Gurk rappresenta la maggior attrazione della città, costruito in stile romanico tra il 1140 e il 1200 è il capolavoro dello stile romanico in Austria; e secondo alcuni è uno dei più importanti esempi in Europa.
Il duomo ha la facciata rivolta ad ovest, sormontata dalle due caratteristiche torri. Internamente ha tre navate, quella centrale rialzata verso il fondo, per la presenza di una cripta composta da una foresta di cento colonne romaniche di marmo bianco. Nella cripta sta la tomba di santa Hemma. Sopra la cripta si trova il coro ligneo, mentre l'altare maggiore, si trova nell'abside maggiore (sono 3 le absidi).
L'altare barocco è composto da sculture lignee e stucchi dorati, in un tripudio di rappresentazioni di apostoli, papi, dottori della Chiesa, santi ed angeli, con al centro la statua della Vergine, Regina dei Cieli, circondata dal rosario a raggiera, accompagnata da angeli che portano nastri con incise alcune preghiere delle litanie lauretane. Fu fatto tra il 1626 e il 1632 dal maestro Maichel Hoenel. All'interno della chiesa sono presenti altri importanti altari (come l'altare della Croce del secolo XVIII), sculture, affreschi. Notevole è pure la Bischofskapelle (cappella episcopale) con affreschi del XIII secolo, tra cui la storia di Adamo ed Eva, il Paradiso Terrestre, la Gerusalemme Celeste, la Vergine sul trono di Salomone con attorno dodici leoni simboleggianti i dodici apostoli, i Re Magi, la ruota del tempo eterno. Gli affreschi sono dipinti nello Zackenstil.. All'interno del nartece esterno del duomo è presente un ciclo di affreschi di soggetto biblico, dipinti nel XIV secolo con evidenti influssi della pittura di Giotto. Il nartece esterno ha un profondo portale romanico del 1190 con fini ornamenti floreali. A fianco della chiesa, nel convento attiguo (XV-XVII secolo), è conservato nella cappella della Trinità l'importante velario quaresimale (Fastentuch) che è il più antico dell'Austria (1458), opera del maestro Konrad di Friesach, dipinto con 50 scene dell'Antico Testamento e 49 del Nuovo Testamento.

## Galleria d'immagini

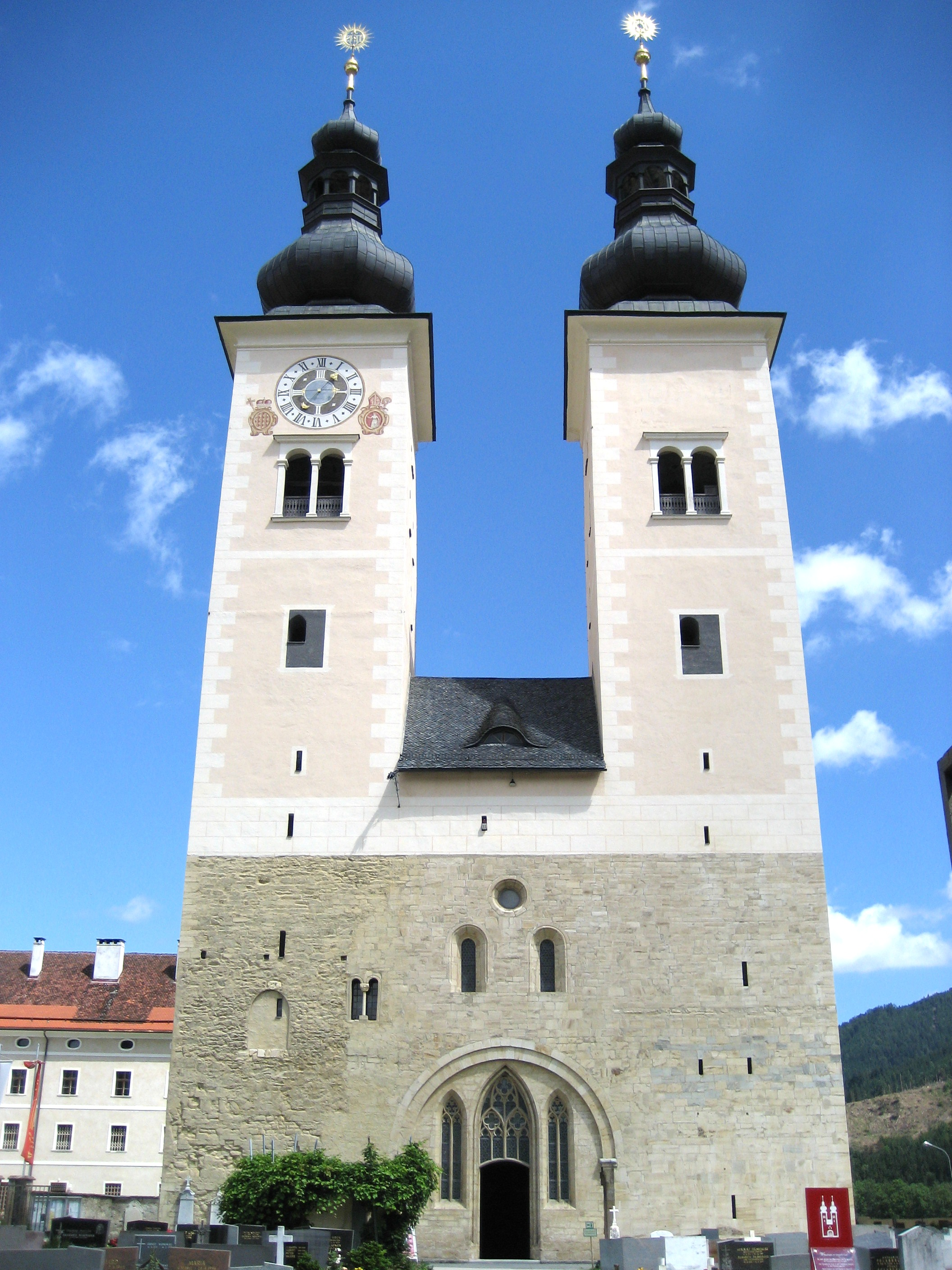
La facciata a torri
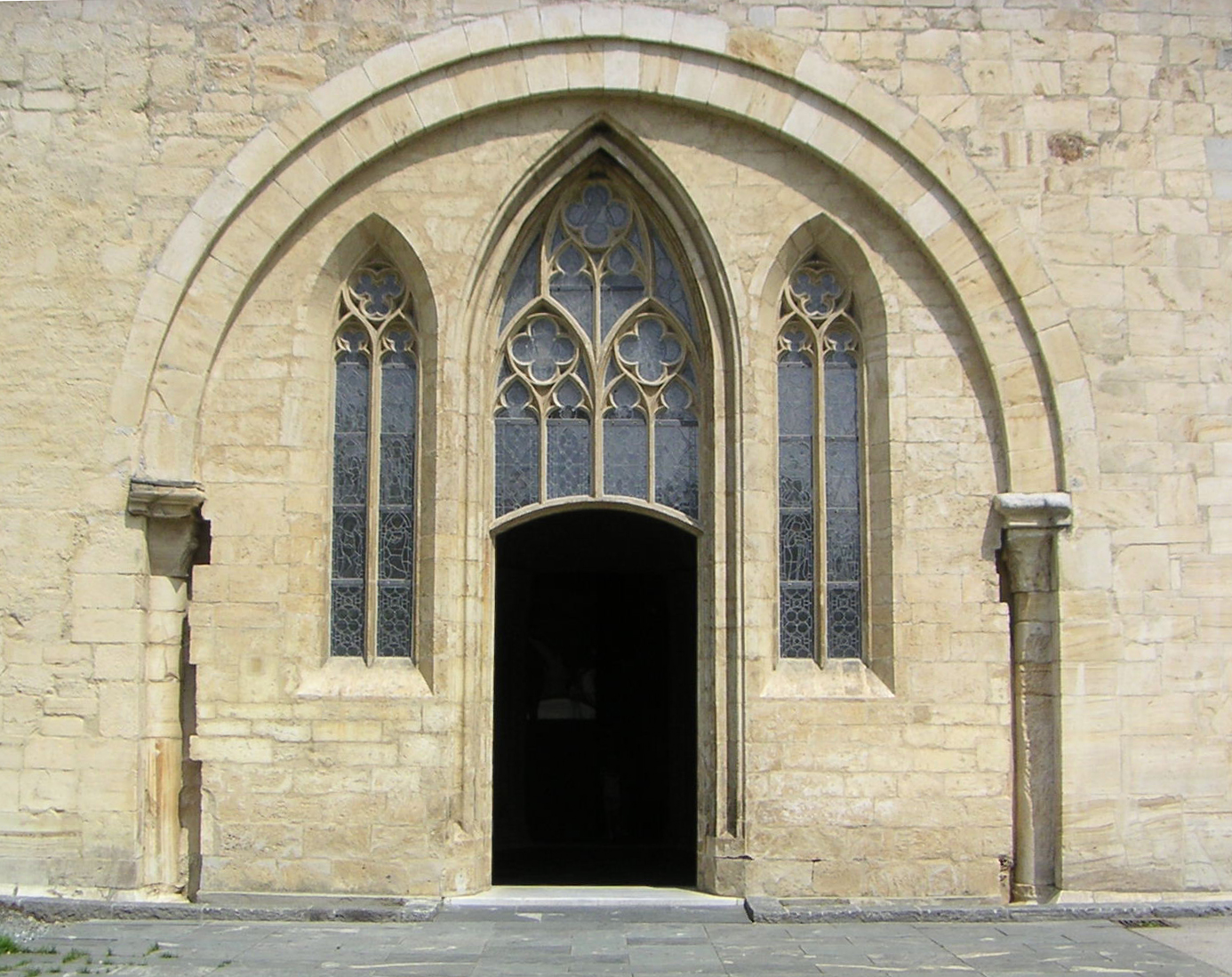
Il portale esterno
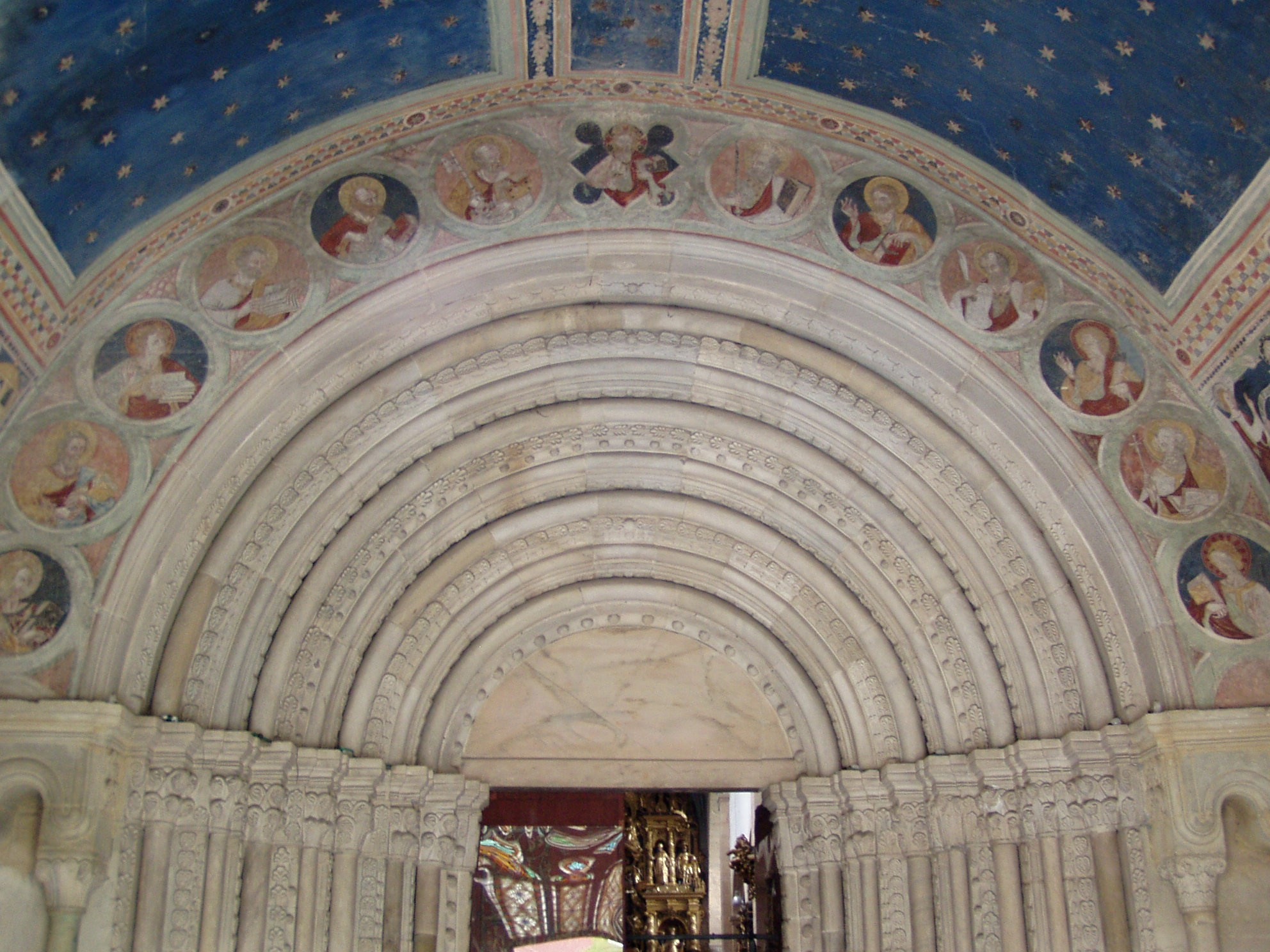
Il portale interno
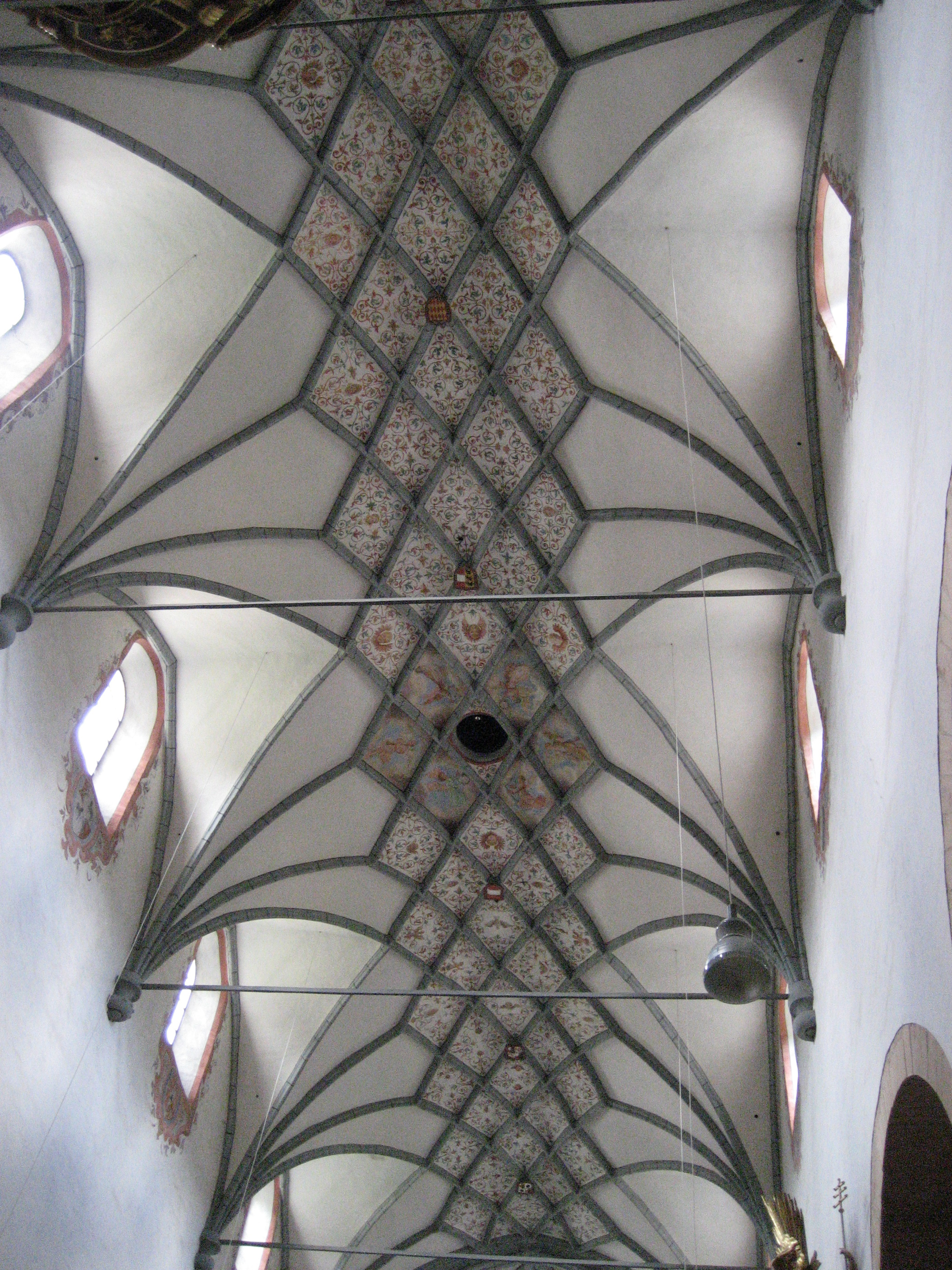
Le volte tardo-gotiche a rete
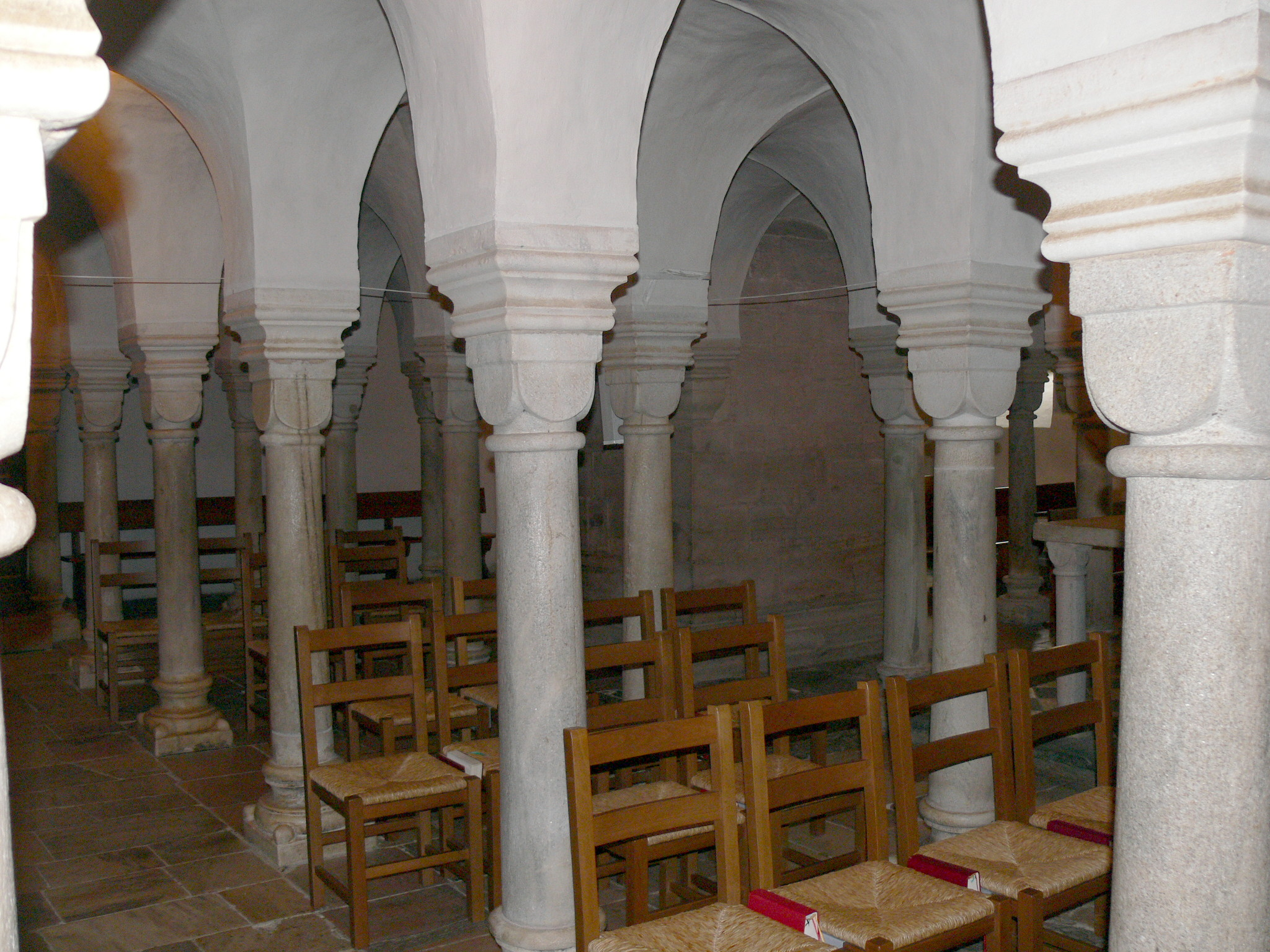
La cripta romanica
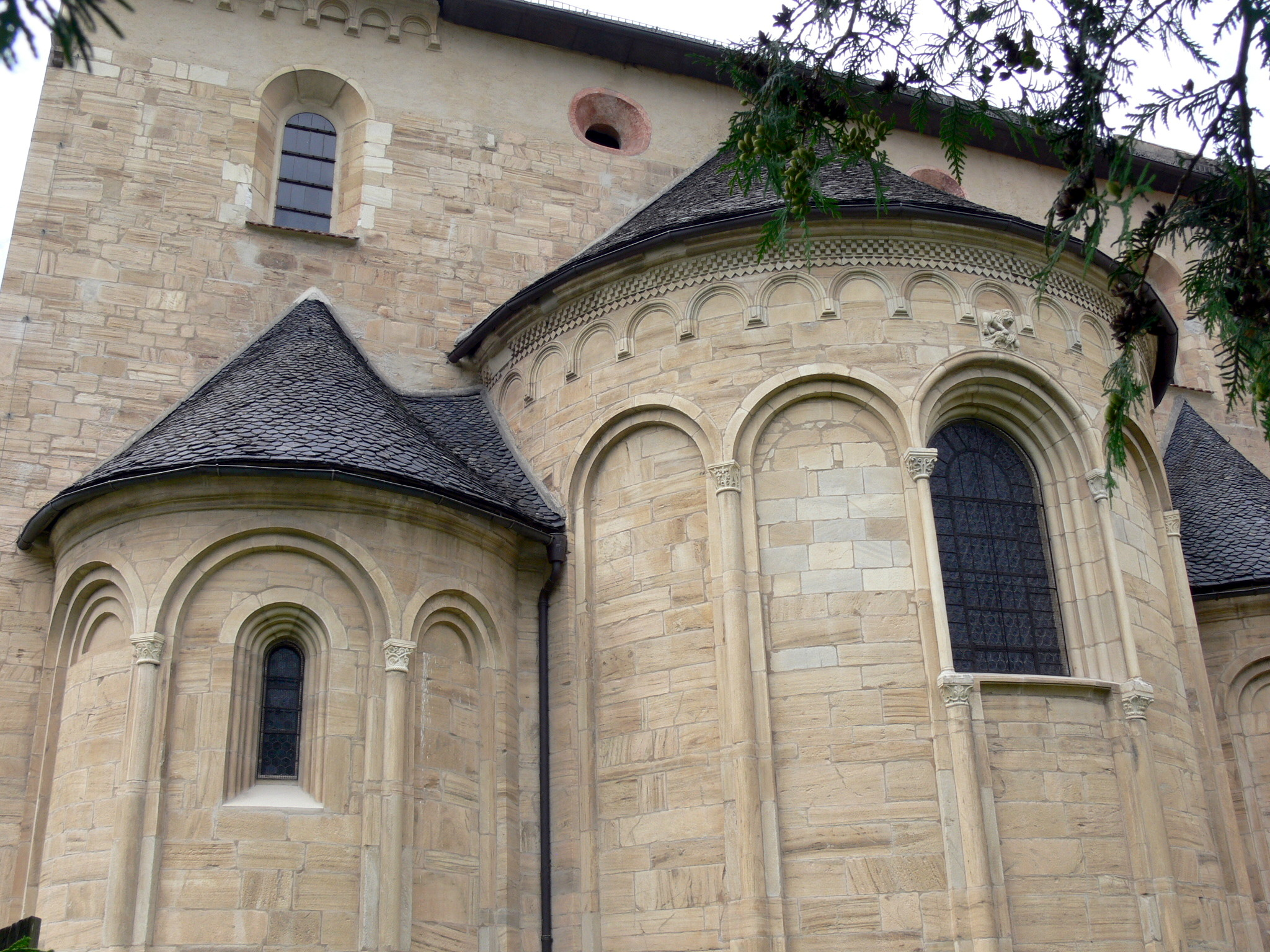
Le absidi
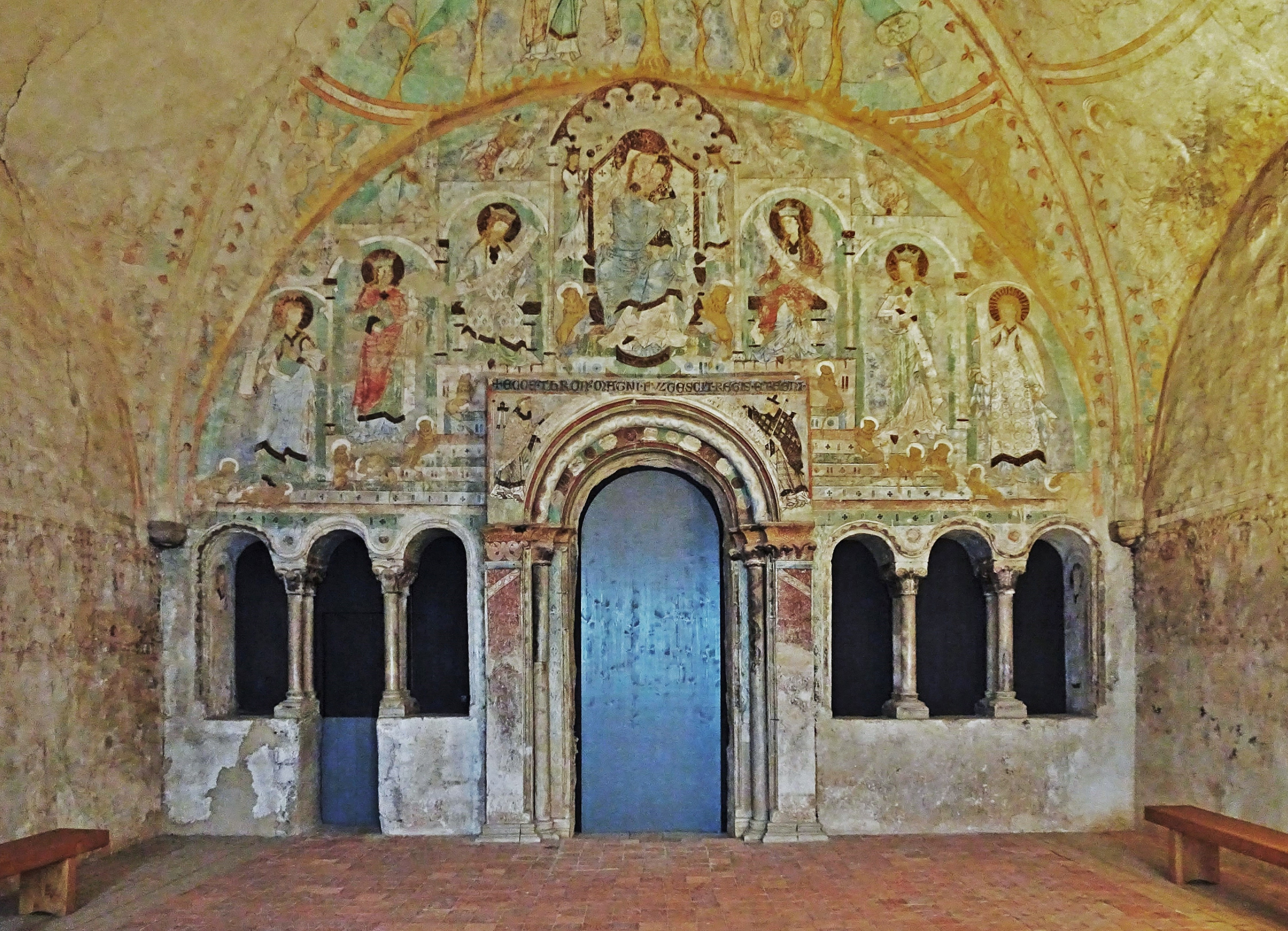
Interno della cappella episcopale
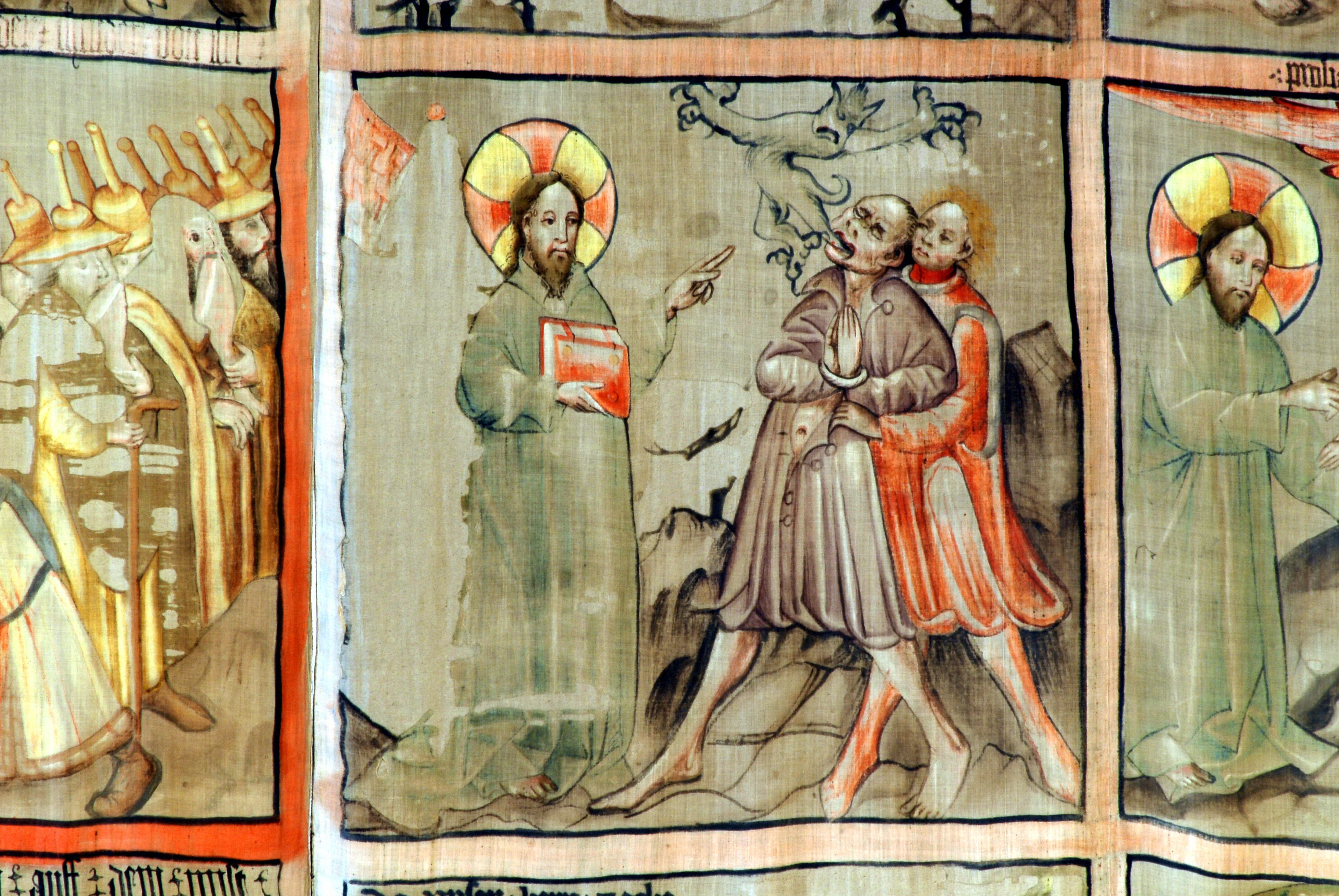
Dettaglio della tela della Passione
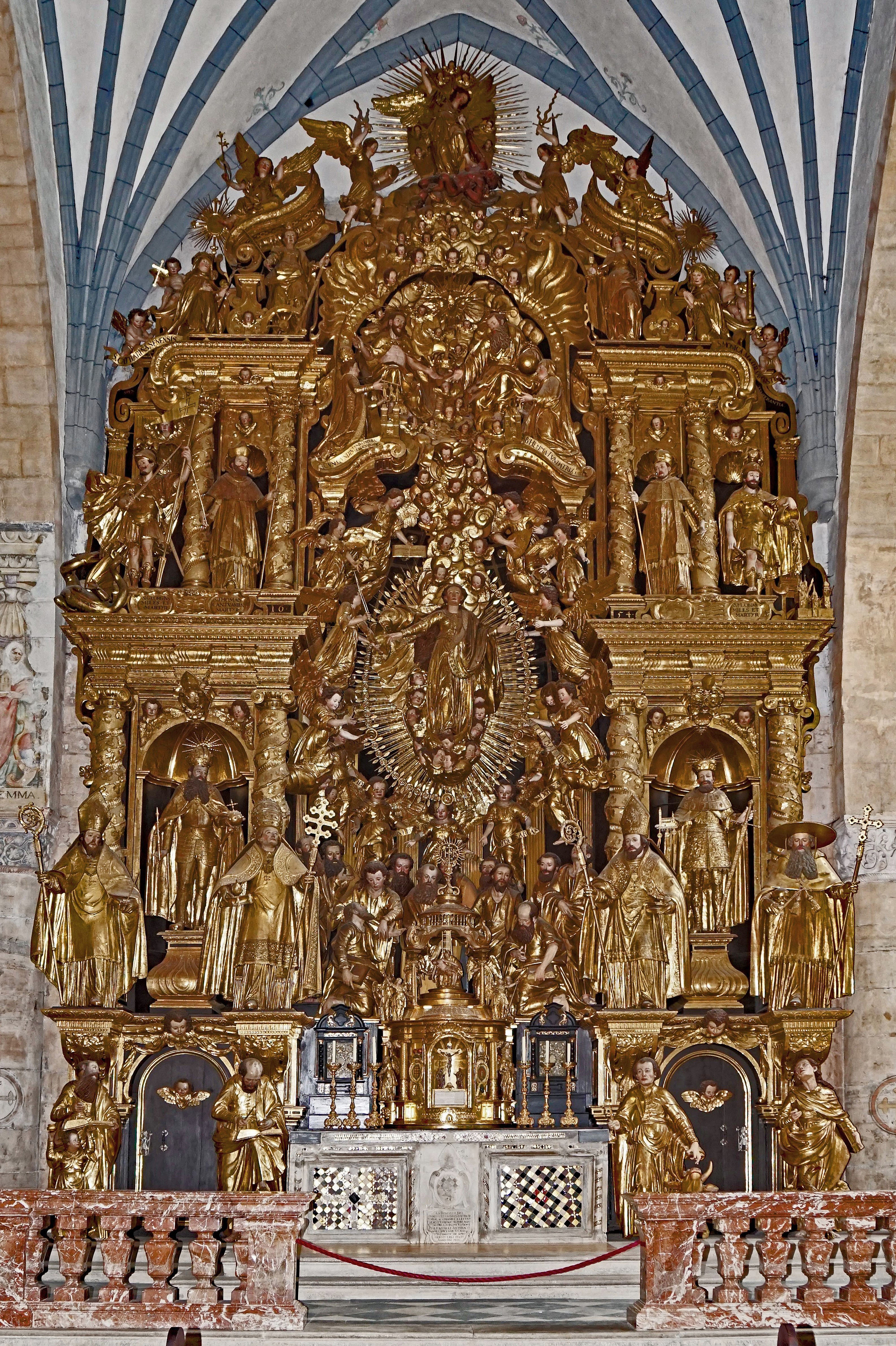
L'altare maggiore